# Stenelmis indica
Stenelmis indica là một loài bọ cánh cứng trong họ Elmidae. Loài này được Grouvelle miêu tả khoa học năm 1911.